# Stadion Miejski w Kiczewie
Stadion Miejski (mac. Градски стадион, Gradski stadion) – stadion piłkarski w Kiczewie, w Macedonii Północnej. Może pomieścić 5000 widzów. Swoje spotkania rozgrywa na nim drużyna Napredok Kiczewo.